# プロマスター
プロマスター（英:PROMASTER）は、シチズン時計が販売している腕時計のブランドである。

## 歴史

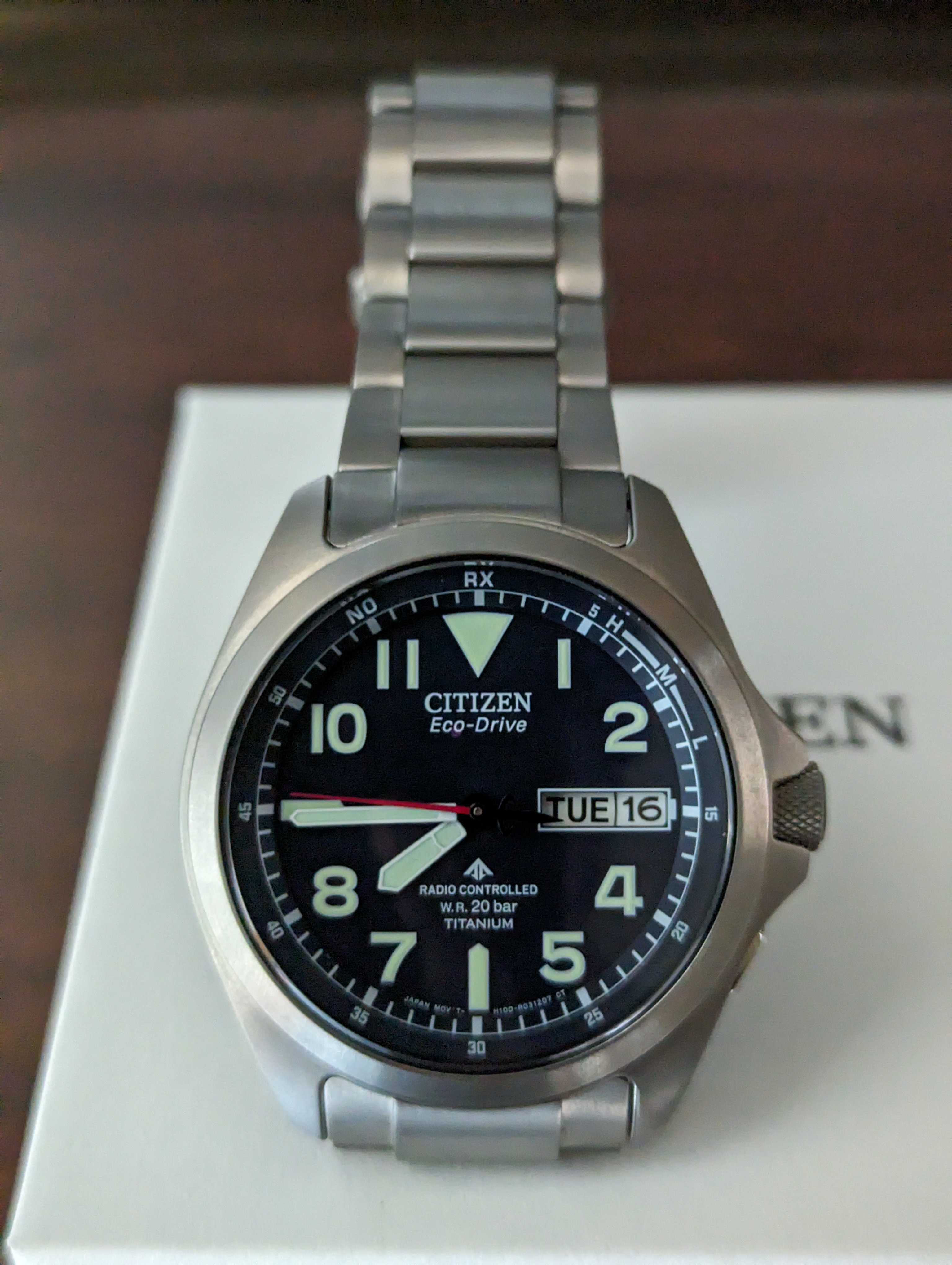
PROMASTER LANDシリーズ「AT6080-53L」 (2021年10月より発売)

過酷な環境下でも耐えることが出来る信頼性の高いプロフェッショナルウォッチとして1989年にプロマスターのブランドが誕生。
なおPROMASTERに使用されているロゴは1989年以前にも使用されており、現在確認できる情報では1985年頃から使われたものと思われる。

## 沿革
- 1989年(平成元年)、最初のモデルが発売される。
- 2003年(平成15年)、フルメタルエコ・ドライブ電波腕時計が発売される。
- 2008年(平成20年)、エコ・ドライブと電波受信機能を備えつつ、本格的なダイバーズウオッチが販売[2]。
- 2016年(平成28年)、世界初の光発電1,000ｍ飽和潜水用防水ダイバーズウオッチが発売[3]。